# Kubanska självständighetskriget
Kubanska självständighetskriget (1895–1898) var det sista av de krig som kubanerna utkämpade mot Spanien, det första var Tioårskriget (1868–1878) och det andra Guerra Chiquita (1879–1880). De sista månaderna övergick kriget alltmer i händelser som kom att leda till spansk-amerikanska kriget.

## Förlopp
Större uppror mot Spanien startade i februari 1895 i de kubanska provinserna Oriente, Matanzas och Santa Clara.
I Spanien hade liberalerna länge yrkat på att man skulle försöka vinna kubanerna genom grundliga reformer och tillmötesgående mot deras önskningar, men de konservativa bekämpade denna politik som högförräderi. Sedan de konservativas ledare Canovas del Castillo bildat en ny regering skickades Arsenio Martínez Campos, som slagit ned ett tidigare uppror på Kuba, återigen till ön. Martínez Campos var välbekant med tillståndet på Kuba och rekommenderade att man skulle införa reformer och ge ön en begränsad autonomi.
Martínez Campos förde kriget med försiktighet och blev därför återkallad. I stället skickades general Weyler med uppdrag att ingripa utan skonsamhet och inte göra några eftergifter. Weyler utförde också sitt uppdrag med stor brutalitet, lät skjuta varje misstänkt och förbjöd inbärgandet av tobaks- och sockerskörden för att täppa till de ekonomiska hjälpkällorna för rebellerna.
Kubanerna undvek varje strid på öppna fältet men förde i stället ett framgångsrikt guerillakrig mot spanjorerna.